# 结实腰蟱蛛
结实腰蟱蛛（学名：Zosis geniculata），又名膝形涡蛛，为蟱蛛科腰蟱蛛属的动物。分布于全球热带地区、台湾岛以及中国大陆的云南等地，一般栖息于洞穴。